# 日本体育大学学友会サッカー部
日本体育大学サッカー部（にっぽんたいいくだいがく・サッカーぶ）は、関東大学サッカーリーグ1部に所属するサッカーチーム。大学の略称は日体（にったい）または日体大（にったいだい）。

## 歴史
明治24年日本体育会が起源。現在、日体大横浜・健志台キャンパス（神奈川県横浜市青葉区）を拠点とする。サッカー部は創部年度を昭和29年としている。
1975年と1981年に全日本大学サッカー選手権大会で優勝している。中でも1981年は関東リーグ戦でも初優勝を飾り、2冠を達成した。しかし1984年に1部リーグ最下位となり2部に降格してしまうと低迷し、2001年には東京都リーグへの降格が決まった。
2011年に同部OBの鈴木政一が監督に就任すると同年の関東2部リーグで優勝し、12年ぶりに関東1部昇格を果たした。
2013年に鈴木がU-18日本代表の監督に就任するため退任、結果を残せずチームは2部降格となってしまうが、2015年に鈴木が再び監督に就任すると2部リーグで優勝し、1部に復帰した。
2016年には15年ぶりに総理大臣杯全日本大学サッカートーナメントに出場し、ベスト4の成績を残す。1部リーグでも3位の成績を残し、35年ぶりに全日本大学サッカー選手権大会への出場を決めた。同大会でも決勝まで勝ち進んだが、筑波大学に0-8で敗れて準優勝に終わった。
2018年に鈴木がJ2アルビレックス新潟の監督に就任するため退任、女子サッカー部の監督を務めていた矢野晴之介が新監督に就任した。

## 戦績
| 年度 | 所属    | 順位 | 勝点 | 試合 | 勝 | 分 | 敗 | 得点 | 失点 | 得失 | アミノ杯   | 総理大臣杯 | 大学選手権 | 監督       |
| 2008 | 関東2部 | 8位  | 25   | 22   | 7  | 4  | 11 | 31   | 45   | -14  | -          | -          | -          | 高田泰樹   |
| 2009 | 関東2部 | 5位  | 38   | 22   | 12 | 2  | 8  | 31   | 19   | 12   | -          | -          | -          | 高田泰樹   |
| 2010 | 関東2部 | 6位  | 29   | 22   | 8  | 5  | 9  | 30   | 28   | 2    | -          | -          | -          | 高田泰樹   |
| 2011 | 関東2部 | 優勝 | 42   | 22   | 12 | 6  | 4  | 34   | 16   | 18   | -          | -          | -          | 鈴木政一   |
| 2012 | 関東1部 | 5位  | 36   | 22   | 10 | 6  | 6  | 31   | 26   | 5    | 二回戦敗退 | -          | -          | 鈴木政一   |
| 2013 | 関東1部 | 11位 | 22   | 22   | 5  | 7  | 10 | 24   | 33   | -9   | 一回戦敗退 | -          | -          | 倉又寿雄   |
| 2014 | 関東2部 | 7位  | 27   | 22   | 7  | 6  | 9  | 23   | 28   | -5   | 二回戦敗退 | -          | -          | 倉又寿雄   |
| 2015 | 関東2部 | 優勝 | 52   | 22   | 17 | 1  | 4  | 54   | 21   | 33   | 二回戦敗退 | -          | -          | 鈴木政一   |
| 2016 | 関東1部 | 3位  | 37   | 22   | 10 | 7  | 5  | 34   | 21   | 13   | 6位        | ベスト4    | 準優勝     | 鈴木政一   |
| 2017 | 関東1部 | 11位 | 21   | 22   | 6  | 3  | 13 | 29   | 47   | -18  | 二回戦敗退 | -          | -          | 鈴木政一   |
| 2018 | 関東2部 | 3位  | 39   | 22   | 12 | 3  | 7  | 33   | 29   | 4    | 二回戦敗退 | -          | -          | 矢野晴之介 |
| 2019 | 関東2部 | 3位  | 38   | 22   | 11 | 5  | 6  | 46   | 34   | 12   | 一回戦敗退 | -          | -          | 矢野晴之介 |

## 主な成績
- 全日本大学サッカー選手権大会
  - 優勝：2回 (1975, 1981)
  - 準優勝：2回（1976, 2016)
- 関東大学サッカーリーグ戦1部
  - 優勝：1回 (1981)
  - 準優勝：1回（1976）
- 東京都サッカートーナメント
  - 準優勝：2回 (1996, 2013)

## 主な出身選手
1969年度卒
- 岩間友次

1973年度卒
- 松木安太郎※中退

1980年度卒
- 倉又寿雄

1989年度卒
- 中込正行

1992年度卒
- 高嵜理貴

1993年度卒
- 石原大助

1995年度卒
- 間瀬秀一

1999年度卒
- 坂本將貴

2000年度卒
- 鈴木陽平

2001年度卒
- 須田興輔

2009年度卒
- 寺田洋介

2010年度卒
- 岩尾憲
- 松田圭右

2011年度卒
- 新井純平
- 田中謙吾
- 小柳達司
- 藤嶋洸

2012年度卒
- 平野又三
- 渡辺亮太
- 田中優毅

2013年度卒
- 中西規真
- 北脇健慈
- 菊地俊介
- 稲垣祥

2014年度卒
- 長澤卓己
- 広瀬健太

2015年度
- 藤井貴之
- 増谷幸祐

2016年度
- 川戸大樹
- 高井和馬
- 高野遼
- 小笠原賢聖

2017年度
- 長谷川洸
- 福井光輝
- 輪笠祐士
- ンドカ・ボニフェイス
- 太田修介
- 田中康平

2018年度
- 平川元樹
- 大杉啓

2019年度卒
- 稲積大介
- 大迫暁
- 山下諒也
- 大畑隆也

2020年度卒
- 今野滉也

2021年度卒
- 河村慶人
- 大曽根広汰
- 弓削翼
- 深川大輔
- 今村勇介

2022年度卒
- 三浦颯太
- 土佐陸翼

2023年度卒
- 工藤駿